# San Giovanni di Gerace
San Giovanni di Gerace là một đô thị ở tỉnh Reggio Calabria trong vùng Calabria, Ý, có cự ly khoảng 70 km về phía tây nam của Catanzaro và khoảng 60 km về phía đông bắc của Reggio Calabria. Tại thời điểm ngày 31 tháng 12 năm 2004, đô thị này có dân số 577 người và diện tích là 13,3 km².
San Giovanni di Gerace giáp các đô thị: Grotteria, Martone.